# Merxe Llop Alfonso
Merxe Llop Alfonso (Nonasp, 17 de mayo de 1957) es una escritora española en lengua española y catalana. Sus publicaciones abarcan temas muy diversos, a menudo con la figura femenina como protagonista.
Estudió Magisterio en Tarragona, Maestra de Catalán en la Universidad de Barcelona y, posteriormente, se licenció en Filosofía y Ciencias de la Educación por la UNED. Su trayectoria profesional se desarrolló en distintos centros educativos de Cataluña y Aragón hasta su jubilación. Además, en el año 2000 fue nombrada Jefa de Unidad de Lenguas y Modalidades Lingüísticas de Aragón. Es académica de número de la Academia Aragonesa de la Lengua, dentro del Instituto Aragonés del Catalán, desde el 29 de julio de 2021 en que el Gobierno de Aragón nombró a los quince primeros académicos.
En Temps de Franja, la revista de las comarcas catalanohablantes de Aragón, escribe la columna Entre dues aigües bajo el seudónimo de Marina d'Algars. Pertenece a la Asociación Amigos de Nonasp desde su constitución, a la Asociación Cultural del Matarraña, a la Asociación Aragonesa de Escritores y a la Asociación Poética Bonhomía. Colabora con el colectivo cultural interdisciplinar La Casa de Zitas en Zaragoza.

## Publicaciones

### Obra literaria en catalán
- Ressò en l'obscuritat, Gara de Edizions y Gobierno de Aragón, 2010 (novela).
- Esclat, Gara de Edizions Gobierno de Aragón, 2018 (poemario).
- Sílverti, Gara de Ediciones, Gobierno de Aragón, 2020 (novela).

### Obra literaria en castellano
- Eco en la oscuridad, Mira editores, Zaragoza, 2013. Versión de la obra en catalán.
- Estallido, ed. Prames, 2019. Versión del poemario en catalán.
- Estallido, ed. Nautilus Ediciones. 2022.

### Premios literarios
- Premio Guillem Nicolau 2010 del Gobierno de Aragón, con la novela Ressò en l'obscuritat.
- Finalista del Premio Guillem Nicolau 2018, del Gobierno de Aragón, con el poemario Esclat.
- Primer premio del XIII Concurso literario de relato corto - "Ciudad de Caspe" - 2019 con el relato: Abuela Sofía.
- Primer premio del XIV Concurso literario de relato corto - “Ciudad de Caspe”- 2020 con el relato: Madre de ausencias.[4]
- Premio Guillem Nicolau 2020 del Gobierno de Aragón, con la novela Sílverti.[5]